# Taymani
 Taymani és una tribu de l'Afganistan, part del grup Aymak o Txahar Aymak, que viuen a la regió de Ghor (Gur o Gor).
Se suposa que la confederació dels Txahar Aymak es va formar vers el segle xviii, durant el període dels durrani, amb tribus autòctones del país i amb els hazares mongols oposats als turcmans.